# Harbeck-Fruitdale
Harbeck-Fruitdale és una concentració de població designada pel cens dels Estats Units a l'estat d'Oregon. Segons el cens del 2000 tenia 3.780 habitants.

## Demografia
Segons el cens del 2000, Harbeck-Fruitdale tenia 3.780 habitants, 1.553 habitatges, i 1.071 famílies. La densitat de població era de 923,7 habitants per km².
Dels 1.553 habitatges en un 27,4% hi vivien nens de menys de 18 anys, en un 53,8% hi vivien parelles casades, en un 11% dones solteres, i en un 31% no eren unitats familiars. En el 24,9% dels habitatges hi vivien persones soles el 13,4% de les quals corresponia a persones de 65 anys o més que vivien soles. El nombre mitjà de persones vivint en cada habitatge era de 2,42 i el nombre mitjà de persones que vivien en cada família era de 2,83.
Per edats la població es repartia de la següent manera: un 23,2% tenia menys de 18 anys, un 6,1% entre 18 i 24, un 23,3% entre 25 i 44, un 23,9% de 45 a 60 i un 23,6% 65 anys o més.
L'edat mediana era de 43 anys. Per cada 100 dones de 18 o més anys hi havia 92,4 homes.
La renda mediana per habitatge era de 29.821 $ i la renda mediana per família de 35.112 $. Els homes tenien una renda mediana de 32.875 $ mentre que les dones 21.193 $. La renda per capita de la població era de 14.535 $. Aproximadament el 14% de les famílies i el 19,2% de la població estaven per davall del llindar de pobresa.

## Poblacions properes
El següent diagrama mostra les poblacions més properes.